# Fabian Ehmann (Fußballspieler)
Fabian Ehmann (* 28. August 1998 in Graz) ist ein österreichischer Fußballtorwart.

## Karriere

### Verein
Ehmann begann seine Karriere beim LUV Graz. 2008 kam er in die Jugend des SK Sturm Graz, bei dem er später auch in der Akademie spielte. Im September 2013 stand er gegen die Amateure der Kapfenberger SV erstmals im Kader Amateure der Grazer.
Sein Debüt in der Regionalliga gab er im August 2014, als er am dritten Spieltag der Saison 2014/15 gegen den FC Blau-Weiß Linz in der Startelf stand. Nach 19 Partien in der Regionalliga stand Ehmann im Juli 2016 gegen den FC Stadlau erstmals im Kader der Profis.
Zur Saison 2018/19 wurde er auf Kooperationsbasis an den Zweitligisten Kapfenberger SV verliehen. Im Juli 2018 debütierte er in der 2. Liga, als er am ersten Spieltag jener Saison gegen die Zweitmannschaft des FK Austria Wien von Beginn an zum Einsatz kam.
Zur Saison 2019/20 wechselte er nach Griechenland zu Aris Thessaloniki, wo er einen bis Juni 2021 laufenden Vertrag erhielt. Für Aris kam er zu zwölf Einsätzen in der Super League. Im Dezember 2020 löste er seinen Vertrag bei den Griechen auf. Daraufhin wechselte er im Jänner 2021 nach Dänemark zum Zweitligisten Vendsyssel FF. Für Vendsyssel kam er zu insgesamt sieben Einsätzen in der 1. Division.
Zur Saison 2021/22 kehrte er nach Österreich zurück und schloss sich dem Zweitligisten SV Horn an, bei dem er einen bis Juni 2023 laufenden Vertrag erhielt. Für Horn kam er in eineinhalb Jahren zu 44 Zweitligaeinsätzen. Im Jänner 2023 schloss Ehmann sich dem Bundesligisten TSV Hartberg an, bei dem er ebenfalls bis Juni 2023 unterschrieb. Zu einem Einsatz kam er in Hartberg aber nie. Nach der Saison 2023/24 verließ er den TSV.
Daraufhin wechselte er zur Saison 2024/25 zum Zweitligisten ASK Voitsberg.

### Nationalmannschaft
Ehmann spielte im Oktober 2014 gegen San Marino erstmals für die österreichische U-17-Auswahl. Im November 2015 kam er erstmals für die U-18-Mannschaft zum Einsatz.
Im September 2016 debütierte er gegen Irland für die U-19-Auswahl. Im März 2019 spielte er gegen Norwegen erstmals für die U-20-Auswahl.
Im September 2019 debütierte er gegen Andorra für die U-21-Mannschaft.